# Nomi
Nomi là một đô thị ở tỉnh Trento ở vùng Trentino-Alto Adige/Südtirol của Ý, tọa lạc cách 15 km về phía nam của Trento. Tại thời điểm ngày 31 tháng 12 năm 2004, đô thị này có dân số 1.298 người và diện tích là 6,5 km².
Nomi giáp các đô thị: Aldeno, Besenello, Calliano, Pomarolo và Volano.